# 索洛杜希诺农村居民点
索洛杜希诺农村居民点（俄语：Солодушинское сельское поселение）是俄罗斯联邦伏尔加格勒州尼古拉耶夫斯克区所属的一个农村居民点。其下辖有1个居民点，行政中心为索洛杜希诺。据2016年统计，该农村居民点的人口为1512人。